# Горазд (архимандрит)
Горазд е български църковен деец, архимандрит.

## Биография
Горазд е роден през 1872 година в османската столица Цариград. Завършва образованието си в Цариградска българска духовна семинария. Служи като дякон в българската църква „Свети Стефан“ в Цариград и е чиновник в Българската екзархия.
От 1904 до 1908 година е председател на българската църковна община в Петрич. Тук той обединява петричкия район в единна автономна духовна област, укрепва учебното дело и дава отпор на гръцката духовна пропаганда. През 1906 година съдейства за превръщането на петричкото българско училище от двукласно в трикласно. Неколкократно е задържан от местните турски власти и изпращан в затворите в Петрич, Сяр и Солун.
От 1908 до 1913 година е протосингел и управляващ на Пелагонийската българска митрополия. На 17 юни 1913 година, заедно с митрополит Авксентий е задържан и арестуван от сръбските власти, а на 25 юни същата година под усилена стража е екстрадиран в Солун и от там в Цариград. През 1912 година е цензор при Министерството на войната в София, а по-късно - председател на българската църковна община в Ксанти.
През 1921 година постъпва като ефимерий и изповедник в Рилския манастир. От 1929 до 1933 година е член на манастирския събор. Към 1934 година напуска манастира и се заселва в София, където почива през 1935 година.